# 图尔库市政厅
图尔库市政厅（芬蘭語：Turun kaupungintalo）是芬兰图尔库的一座新文艺复兴建筑，位于奧拉河河岸。图尔库市议会设在图尔库市政厅。2011年以前，市长办公室设在市政厅附近的新艺术风格建筑Turku City Office。 
该建筑最初由Charles Bassi设计于1810-1811年，为Seurahuone餐厅。1827年图尔库大火中，该建筑得以幸存。1879-1883年重建后改为市政厅。